# المدينة الخفية
المدينة الخفية (بالإنجليزية: Invisible City) هو مسلسل فنتازيا برازيلي من تأليف كارلوس سالدانا وبطولة ماركو بيغوسي،أليساندرا نيغريني،فابيو لاجو وجيمي لندن.تم عرض الموسم الأول منه على منصة نتفليكس في 5 فبراير 2021  وتم الأعلان عن تجديده لموسم ثاني.

## روابط خارجية
المدينة الخفية على موقع IMDb (الإنجليزية)
- المدينة الخفية على موقع روتن توميتوز (الإنجليزية)
- المدينة الخفية على موقع نتفليكس (الإنجليزية)
- المدينة الخفية على موقع فيلمافينيتي (الإسبانية)
- المدينة الخفية على موقع كينوبويسك (الروسية)
- المدينة الخفية على موقع ألو سيني (الفرنسية)
- المدينة الخفية على موقع قاعدة بيانات الفيلم (الإنجليزية)